# Anticosti
Anticosti (Frans: Île d'Anticosti, Engels: Anticosti Island) is een eiland bij de uitmonding van de Saint Lawrencerivier in de Saint Lawrencebaai, in de Canadese provincie Québec.
Anticosti wordt in het noorden van het schiereiland Labrador gescheiden door de Jacques Cartier-zeestraat en in het zuiden van het schiereiland Gaspésie door de Honguedo-zeestraat.
Met een lengte van 217 km en een breedte tussen de 16 en de 48 km is het eiland tamelijk groot. Anticosti heeft een bevolking van 218 inwoners (2016). De meeste van deze mensen wonen in het dorp Port-Menier, aan de westkust van het eiland.

## Galerij

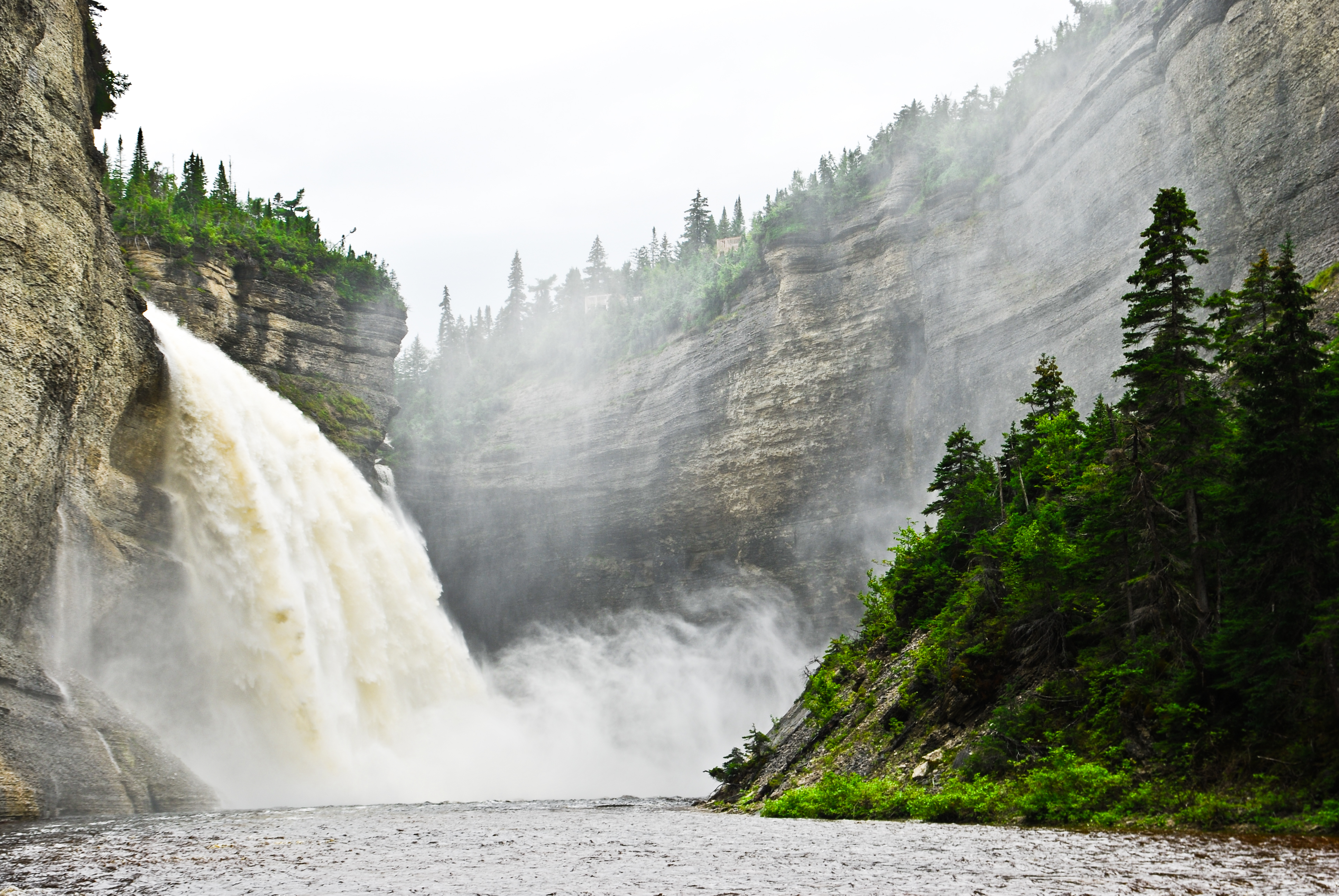
De Vauréalwaterval
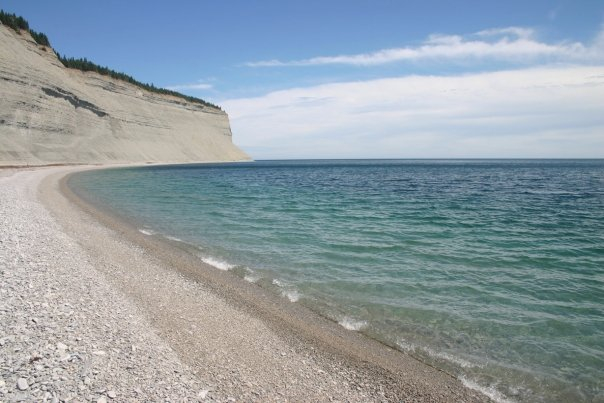
Strand aan de Baie de la Tour
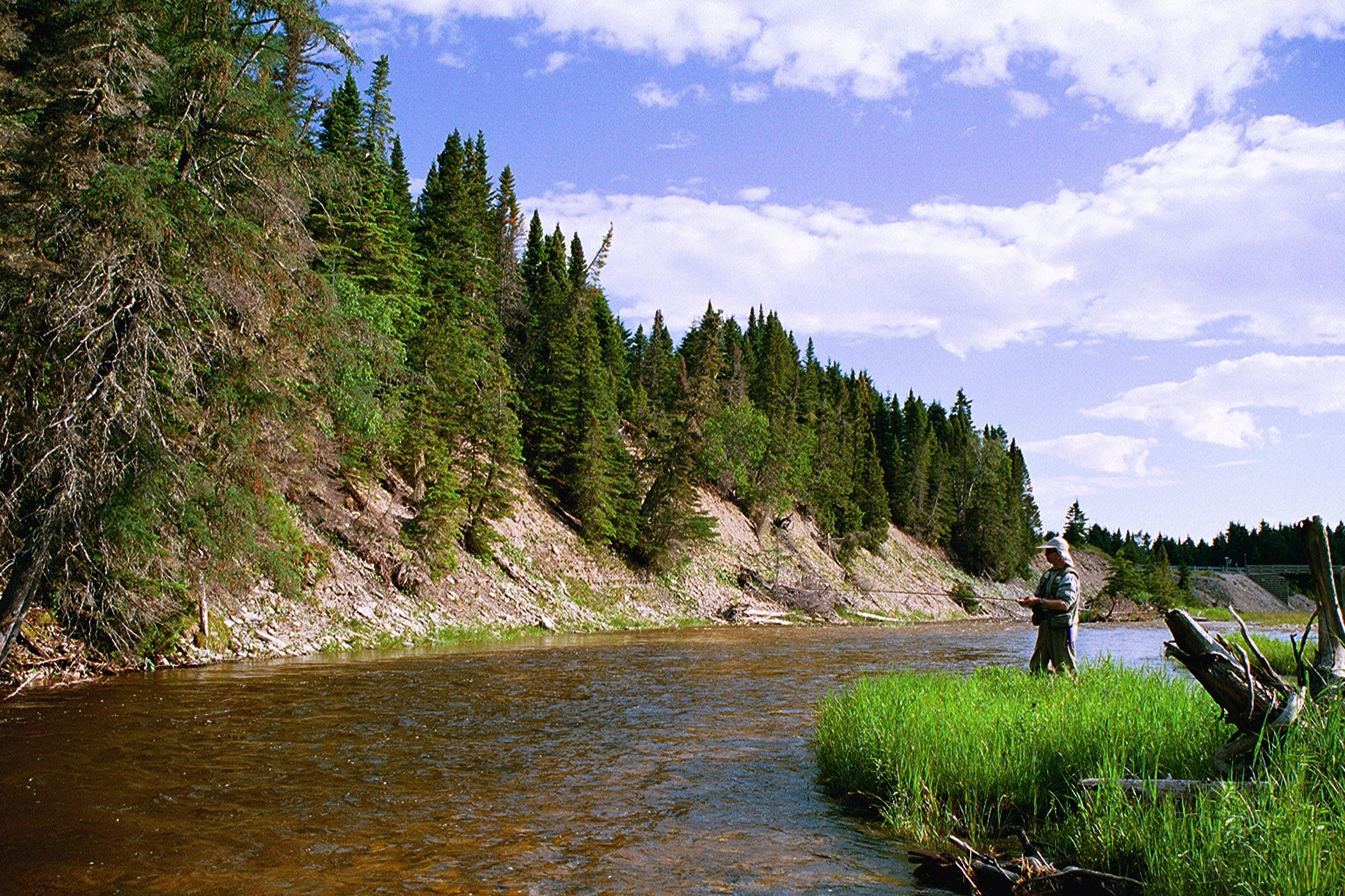
Zalmvisser aan de oever van de rivière à l'Huile

Anticosti · Dinosauruspark · Grand Pré · Gros Morne · Gwaii Haanas en Haida (Ninstints) · Head-Smashed-In Buffalo Jump · Fossielkliffen van Joggins · Kluane, Wrangell-St. Elias, Glacier Bay en Tatshenshini-Alsek · L'Anse aux Meadows · Oud-Lunenburg · Miguasha · Mistaken Point · Nahanni · Pimachiowin Aki · Oud-Québec · Red Bay · Rideau Canal · Canadese parken van de Rocky Mountains · Tr'ondëk-Klondike · Waterton Glacier · Wood Buffalo · Writing-on-Stone Provincial Park